# Săcelu
Săcelu es una comuna ubicada en el distrito de Gorj, Rumania.

## Superficie
Cuenta con una superficie de 42,07 kilómetros cuadrados.

## Demografía
Hasta 2021 la población era de 1305 habitantes, con una densidad de población de 31,02 habitantes por kilómetro cuadrado.